# Auburn (Washington)
Auburn ist eine Stadt im US-amerikanischen Bundesstaat Washington. Es befindet sich zum größten Teil im Süden des King County, das Stadtgebiet reicht jedoch bis in das Pierce County hinein. Zum Zeitpunkt des United States Census 2000 hatte Auburn 40.314 Einwohner; durch spätere Annektierung von West Hill und Lea Hill in der Umgebung ist die Einwohnerzahl seitdem stark gestiegen. Bei der US-Volkszählung von 2020 lag sie bereits bei 87.256 Einwohnern. Die Stadt lag 2008 nach Einwohnerzahl innerhalb Washingtons an 13. Stelle, musste diese jedoch an Kennewick abtreten und liegt nun auf Rang 14, jedoch mit einem starken Bevölkerungswachstum.

## Geographie
Auburn liegt etwa 30 km südlich von Seattle und stellt eine principal city der Metropolregion Seattle dar. Im Westen verläuft die Washington State Route 167. Es ist umgeben von den Städten Kent im Norden, Federal Way, Pacific und Algona im Westen und Sumner im Süden sowie den nicht inkorporierten Teilen des King County im Osten. Die Muckleshoot Indian Reservation liegt innerhalb der Stadtgrenzen.
Nach den Angaben des United States Census Bureaus hat die Stadt eine Fläche von 55,1 km², die fast vollständig auf Land entfallen. Zwei Flüsse durchfließen Auburn, White River und Green River. Beide Flüsse entspringen in der Kaskadenkette.
Historisch führte der Stuck River durch die Ortschaft Stuck, die heute in einem kleinen Bereich des nichtinkorporierten Teiles des King County im Süden Auburns liegt. Der Verlauf des White River wurde 1906 geändert. Der südliche Abschnitt des Flusses fließt seitdem im ehemaligen Bett des Stuck River. An diese Vergangenheit erinnern Straßennamen und ältere Dokumente.
Auburn hat ein ausgedehntes System an öffentlichen Parks, Freiflächen und städtischen Wanderwegen, zu denen 29 angelegte Parks, fünf projektierte Parks, zwei Anlagen für Skater und mehr als 35 km Wanderwegen gehören. Insgesamt bedecken die öffentlichen Erholungsflächen rund 100 Hektar.

### Klima
|                       | Jan   | Feb   | Mär   | Apr  | Mai  | Jun  | Jul  | Aug  | Sep  | Okt  | Nov   | Dez   |   |         |
| Mittl. Tagesmax. (°C) | 8,3   | 10,6  | 12,8  | 16,1 | 19,4 | 22,2 | 25,0 | 25,6 | 22,2 | 16,7 | 11,1  | 7,8   | ⌀ | 16,5    |
| Mittl. Tagesmin. (°C) | 1,7   | 2,2   | 3,9   | 5,6  | 8,3  | 11,1 | 12,8 | 12,8 | 10,6 | 6,7  | 3,9   | 1,7   | ⌀ | 6,8     |
|                       |       |       |       |      |      |      |      |      |      |      |       |       |   |         |
| Niederschlag (mm)     | 135,5 | 114,3 | 104,1 | 73,7 | 53,3 | 43,2 | 22,9 | 30,5 | 45,7 | 86,3 | 155,0 | 147,3 | Σ | 1.011,8 |

| 1,7 |

| 2,2 |

| 3,9 |

| 5,6 |

| 8,3 |

| 11,1 |

| 12,8 |

| 12,8 |

| 10,6 |

| 6,7 |

| 3,9 |

| 1,7 |

| 1,7 |

| 2,2 |

| 3,9 |

| 5,6 |

| 8,3 |

| 11,1 |

| 12,8 |

| 12,8 |

| 10,6 |

| 6,7 |

| 3,9 |

| 1,7 |

| N i e d e r s c h l a g | 135,5 | 114,3 | 104,1 | 73,7 | 53,3 | 43,2 | 22,9 | 30,5 | 45,7 | 86,3 | 155,0 | 147,3 |
|                         | Jan   | Feb   | Mär   | Apr  | Mai  | Jun  | Jul  | Aug  | Sep  | Okt  | Nov   | Dez   |

## Geschichte
Vor der Ankunft weißer Landerkunder und Händler in den 1830er Jahren lebten in dem Tal Angehörige der Indianerstämme Skopamish, Smalhkamish und Stkamish. Die ersten Siedler kamen in den 1850er Jahren in das King County, und das heutige Auburn gehörte zu den ersten von ihnen bewohnten Gebieten im County. Dank der Lage in einem fruchtbaren Flusstal war der Ort seit den 1850er Jahren sowohl landwirtschaftlich geprägt als auch ein sich entwickelndes Zentrum für Handel und Industrie.
Bei einem Indianerüberfall am 27. Oktober 1855 wurden neun Personen getötet, weswegen eine von dem Leutnant William Slaughter geführte Militäreinheit in dem Gebiet des heutigen Auburn lagerte. Dieses Lager wurde am 4. Dezember desselben Jahres von Indianern angegriffen. Dabei wurden Slaughter und zwei andere Männer getötet. (Ein 1918 errichtetes Denkmal erinnert noch heute an Leutnant Slaughter.) Schließlich wurde ein Vertrag ausgehandelt, der zur Gründung der Muckleshoot-Reservation führte, dem einzigen heute im King County liegenden Indianerreservat. Die einst am White River lebenden Stämme sind nun als Muckleshoot zusammengefasst.
1891 wurde Slaughter als Town inkorporiert. Die Ankunft einer größeren Gruppe von Siedlern aus Auburn, New York führte 1893 zu einer Umbenennung der Stadt. Ihr heutiger Namen wurde der ersten Zeile des Gedichtes The Deserted Village von Oliver Goldsmith entnommen: “Sweet Auburn! Loveliest village of the plain.” (in etwa: „Sußes Auburn! Lieblichstes Dorf der Ebene.“)
Auburn war bis 1890 ein Zentrum des Anbaus von Hopfen, dann vernichteten Blattläuse die Pflanzungen, und die meisten landwirtschaftlichen Betriebe stellten auf Milchwirtschaft und Beerenanbau um. Vor dem Bau des Howard Hanson Dam im Jahr 1962, der gemeinsam mit dem Mud Mountain Dam am White River für den Hochwasserschutz sorgt, machten Überschwemmungen der Landwirtschaft immer wieder zu schaffen.
Der Bau der Eisenbahn trieb die Stadtentwicklung voran. Zwar hatte die Northern Pacific Railroad bereits 1883 eine Trasse durch Auburn gebaut, doch erst 1902 erlaubte die Eröffnung der Verbindung zwischen Seattle und Tacoma einen leichten Zugang zu beiden Städten, so dass die Farmer ihre Erzeugnisse in kurzer Zeit zu den Märkten schaffen konnten. Neben dem Eisenbahnbau führte auch der Ausbau des Straßennetzes zu Unternehmensneugründungen in der Stadt, darunter die Borden Condensery (ein Hersteller von Kondensmilch) und die Northern Clay Company.

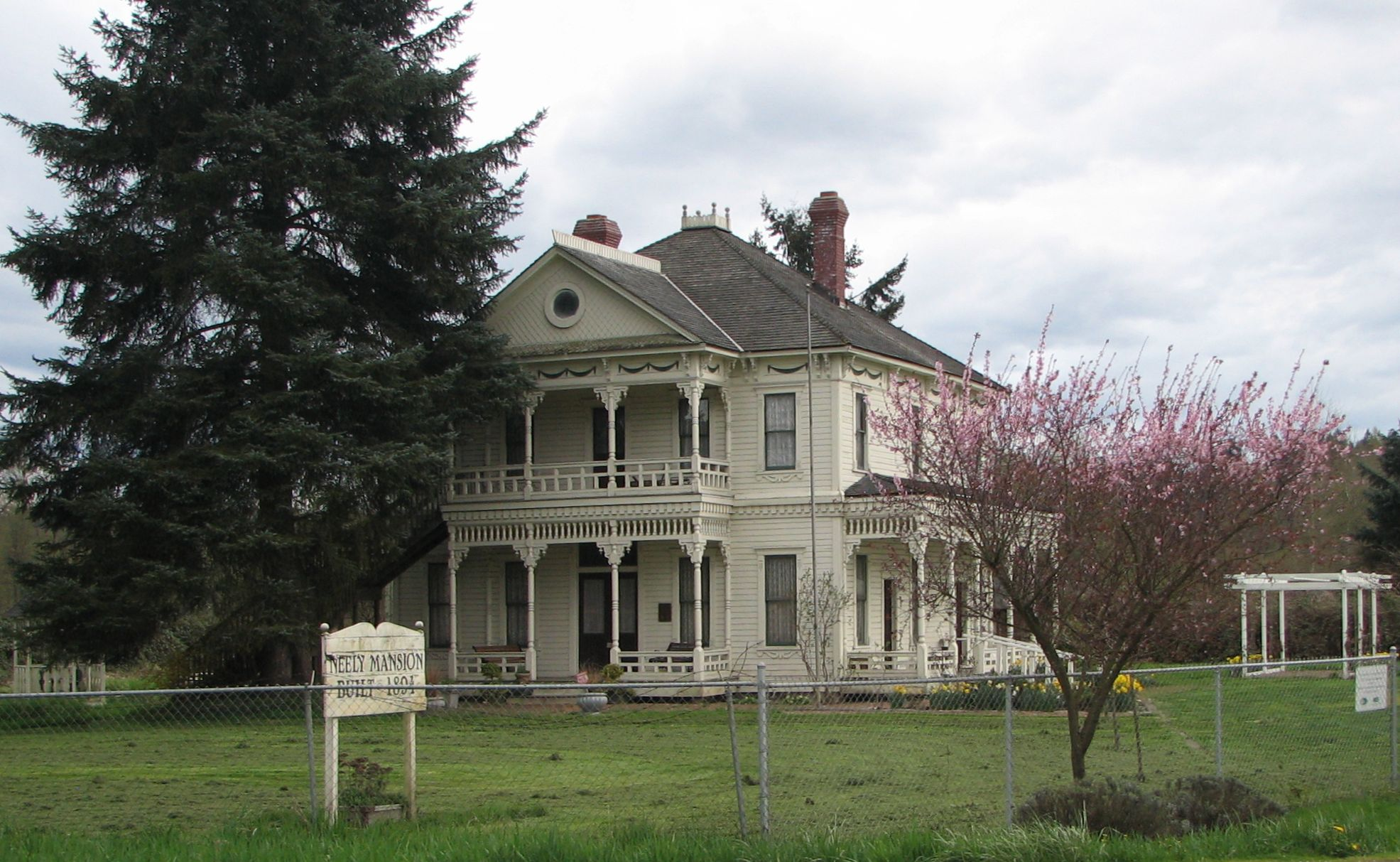
Neely Mansion, Frühjahr 2006

Auburns Entwicklung im 20. Jahrhundert verlief ähnlich zu vielen anderen Städten in den Vereinigten Staaten. In den 1920er Jahren kam Auburn zu Wohlstand, doch in der Weltwirtschaftskrise gerieten viele Bewohner der Stadt in Existenznöte. Im Zweiten Weltkrieg wurden japanischstämmige Bewohner in Internierungslager gesperrt und deren Land beschlagnahmt. Nach dem Zweiten Weltkrieg ließen sich neue Unternehmen in Auburn nieder, und ein College wurde gegründet. Ab 1963 produzierte Boeing in Auburn Metallhäute für Flugzeuge. Der Bedarf an Industriefläche stieg, weswegen viele Landwirte ihr Land verkauften und ihre Betriebe schlossen. Seit 1995 ist The Supermall of the Great Northwest ein Anziehungspunkt für Konsumenten aus der ganzen Region am Puget Sound.

### Historische Objekte
- Östlich von Auburn befindet sich die historische Aaron Neely Mansion (NRHP-Bezeichnung: Aaron Neely Sr., Mansion). Das 1894 errichtete Herrenhaus wurde 1974 vom NRHP mit der Nummer 74001955 aufgenommen.[9]

## Wirtschaft
Ein Großteil des einstigen fruchtbaren Farmlands der Stadt wurde zu Industrie- und Gewerbegebieten umgewandelt, zumeist im westlichen Teil des Tales.
In Auburn sind außerdem eine Reihe bedeutender Unternehmen angesiedelt, z. B. Northwest Territorial Mint, ZONES, Toysmith, Timberland Homes, POE construction, Armstrong Construction, Miles Sand and Gravel, Oak Harbor Freight Lines
Boeing hat seinen Unternehmenssitz nicht in Auburn, gehört aber zu den größten Arbeitgebern. Die 1966 eröffnete Fabrik ist mit einer Fläche von rund 195.000 Quadratmetern und 11.000 Beschäftigten die größte Flugzeugwerft der Welt. 265.000 Flugzeugteile werden hier jährlich hergestellt.

## Verkehr
Mehrere Hauptstraßen führen durch das Stadtgebiet oder nahe an Auburn vorüber, etwa die meist als Valley Freeway bezeichnete Washington State Route 167 und die Washington State Route 18. Auburn verfügt über einen Bahnhof im Zentrum, wo die Züge von Sound Transit abfahren. Sie verbinden die Stadt mit dem Gebiet um den Puget Sound. Der Auburn Municipal Airport dient der allgemeinen Luftfahrt.

## Verwaltung

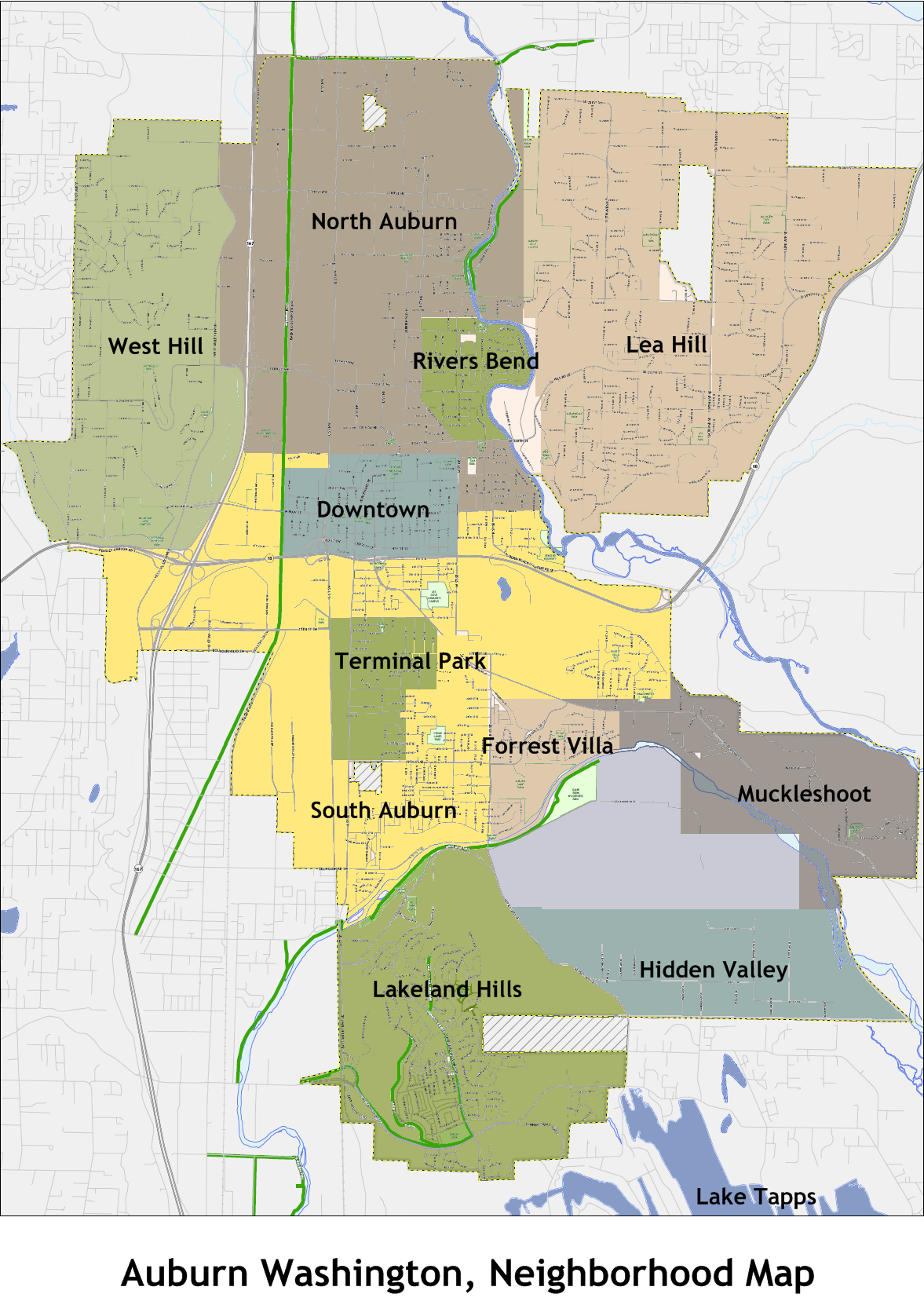
Stadtviertel Auburns

Die City wird durch einen Bürgermeister und den Stadtrat verwaltet. Die Stadtviertel Auburns sind:
- Christopher/Thomas
- Downtown
- Forest Villa
- Hazelwood
- Hidden Valley
- Lakeland Hills
- Lea Hill
- Muckleshoot Area
- North Auburn
- River’s Bend
- South Auburn
- Terminal Park
- West Hill
- West Valley

In Auburn befindet sich außerdem der Sitz der General Services Administration für den Nordwesten der Vereinigten Staaten.

## Demografische Daten
Zum Zeitpunkt des United States Census 2000 bewohnten Auburn 40.314 Personen. Die Bevölkerungsdichte betrug 732,1 Personen pro km². Es gab 16.767 Wohneinheiten, durchschnittlich 304,5 pro km². Die Bevölkerung Auburns bestand zu 82,8 % aus Weißen, 2,42 % Schwarzen oder Afroamerikanern, 2,54 % Indianern, 3,50 % Asiatischen Amerikanern, 0,51 % Pazifischen Insulanern, 3,66 % gaben an, anderen Rassen anzugehören und 4,56 % nannten zwei oder mehr Rassen. 7,49 % der Bevölkerung erklärten, Hispanics oder Latinos jeglicher Rasse zu sein.
Die Bewohner Auburns verteilten sich auf 16.108 Haushalte, von denen in 32,8 % Kinder unter 18 Jahren lebten. 43,7 % der Haushalte stellten Verheiratete, 13,4 % hatten einen weiblichen Haushaltsvorstand ohne Ehemann und 37,6 % bildeten keine Familien. 29,1 % der Haushalte bestanden aus Einzelpersonen und in 9,1 % aller Haushalte lebte jemand im Alter von 65 Jahren oder mehr alleine. Die durchschnittliche Haushaltsgröße betrug 2,47 und die durchschnittliche Familiengröße 3,05 Personen.
Die Bevölkerung verteilte sich auf 26,6 % Minderjährige, 9,5 % 18–24-Jährige, 31,6 % 25–44-Jährige, 20,7 % 45–64-Jährige und 11,6 % im Alter von 65 Jahren oder mehr. Das Durchschnittsalter betrug 34 Jahre. Auf jeweils 100 Frauen entfielen 98,5 Männer. Bei den über 18-Jährigen entfielen auf 100 Frauen 95,5 Männer.
Das mittlere Haushaltseinkommen in Auburn betrug 39.208 US-Dollar und das mittlere Familieneinkommen erreichte die Höhe von 45.426 US-Dollar. Das Durchschnittseinkommen der Männer betrug 36.977 US-Dollar, gegenüber 27.476 US-Dollar bei den Frauen. Das Pro-Kopf-Einkommen belief sich auf 19.630 US-Dollar. 12,8 % der Bevölkerung und 10,2 % der Familien hatten ein Einkommen unterhalb der Armutsgrenze, davon waren 15,3 % der Minderjährigen und 8,8 % der Altersgruppe 65 Jahre und mehr betroffen.

## Sehenswürdigkeiten
Die City of Auburn hat die folgenden Gebäude als City Landmarks ausgewiesen:
| Landmark                | Erbauung  | Ausweisung | Adresse                  | Bild |
| ----------------------- | --------- | ---------- | ------------------------ | ---- |
| Auburn Masonic Temple   | 1923–24   | 2002       | 302–310 E. Main Street   |      |
| U.S. Post Office Auburn | 1937      | 2000       | 20 Auburn Avenue NE      |      |
| Auburn Public Library   | 1914      | 1995       | 306 Auburn Avenue NE     |      |
| Olson Farm              | 1897–1902 | 1995, 2000 | 28728 Green River Road S |      |

## Persönlichkeiten

### Söhne und Töchter der Stadt
- Greg Bahnsen (1948–1995), Philosoph, Autor und Theologe
- Greg Haugen (1960–2025), Profiboxer, wurde in Auburn geboren und wuchs hier auf.
- Blair Rasmussen (* 1962), Profibasketballspieler, wurde 1985 durch die Denver Nuggets gedraftet.[12]
- Preston Zimmerman (* 1988), Fußballspieler

### Bekannte Bewohner
- Minoru Yamasaki (1912–1986), Architekt, entwarf nicht nur das World Trade Center, sondern auch den Pacific Science Center Pavilion bei der Century 21 Exposition in Seattle
- Dick Scobee (1939–1986), Astronaut, war Kommandant des Space Shuttles Challenger und besuchte hier die Washington Elementary School; nach ihm benannt wurde die vormalige North Auburn Elementary School.
- Christine Gregoire (* 1947), Gouverneurin von Washington, wuchs in Auburn auf und ging hier zur Schule.
- Pam Roach (* 1948), Senatorin für den 31. Senatswahlbezirk Washingtons, lebt in Auburn.
- Dave Reichert (* 1950), Abgeordneter für den 8. Kongresswahlbezirk Washingtons war Sheriff des King County, in dessen Kompetenz die Fahndung nach dem Green River Killer und dessen Festnahme lag.
- Sir Mix-a-Lot (* 1963), Hip-Hopper
- Dana Claire Simpson (D. C. Simpson) (* 1977), Comiczeichnerin
- Cam Gigandet (* 1982), Schauspieler, spielte in Never Back Down und Twilight

## Städtepartnerschaften
Um die Pflege der Städtepartnerschaften kümmert sich die Auburn Washington Sister Cities Association (AWSCA), eine gemeinnützige Organisation, in der außer der City of Auburn, der Auburn Area Chamber of Commerce, dem Auburn Tourism Board, dem Auburn School District und dem Green River Community College auch ein Komitee für jede Partnerstadt vertreten sind. Auburn pflegt Städtepartnerschaften zu:
- Kasugai, Japan (seit 1969, gemeinsam mit Kent)
- Pyeongchang, Südkorea (seit 2011)
- Guanghan, Volksrepublik China (seit 2013)

Geplant ist außerdem eine Städtepartnerschaft mit Mola di Bari in Italien.